# Georg Schroeder

Georg Schroeder

Georg Eugen Otto Schroeder (* 3. April 1898 in Königsberg; † 29. Mai 1969 in Bremen) war ein deutscher Politiker (NSDAP) und SS-Führer.

## Leben und Wirken
Schroeder war der Sohn des Regierungs-Bürodirektors Eugen Schroeder und seiner Ehefrau Elvira, geborene Barth. Nach dem Besuch des Gymnasiums in Königsberg nahm Georg Schroeder von 1914 bis 1918 als Kriegsfreiwilliger am Ersten Weltkrieg teil, in dem er schwer verwundet wurde und den Rang eines Leutnants erreichte. 
In den Jahren 1919 und 1920 beteiligte Schroeder sich an den Kämpfen im Baltikum in der Nachkriegszeit. 1920 schloss er sich der Schwarzen Reichswehr an, mit der er sich an der Niederschlagung von Kommunistischen Aufständen beteiligte. Mit dem Freikorps Roßbach beteiligte Schroeder sich 1921/1922 wiederum an den deutsch-polnischen Grenzkonflikten in Oberschlesien. Anschließend engagierte er sich in nationalistischen Geheimbünden. Seinen Lebensunterhalt verdiente er von 1924 bis 1932 als Kaufmann, danach als Juwelier.
1930 trat Schroeder in die NSDAP ein (Mitgliedsnummer 428.835). In der SS (Mitgliedsnummer 18.864) erreichte er den Rang eines Standartenführers in Dresden.
1931 wurde er bei einer Fahrt nach Braunschweig schwer verletzt. 
1933 gehörte Schroeder einige Monate lang dem letzten Sächsischen Landtag an. Nach der Auflösung dieser Körperschaft saß er von November 1933 bis März 1936 als Abgeordneter für den Wahlkreis 28 (Dresden-Bautzen) im nationalsozialistischen Reichstag. 
Nach Ende des Zweiten Weltkrieges lebte Schroeder in Bremen. Sein Grab befindet sich auf dem Friedhof in Bremen-Huckelriede.